# Osmylops ectoarticulatus
Osmylops ectoarticulatus là một loài côn trùng trong họ Nymphidae thuộc bộ Neuroptera. Loài này được Oswald miêu tả năm 1997.